# 万氏别第
29°52′47.89″N 121°32′25.90″E / 29.8799694°N 121.5405278°E
万氏别第，位于浙江省宁波市海曙区，是万言之子万承勋所建。建筑位于尚书街53号，建于清康熙年间。建筑坐北朝南，为重檐硬山顶四合院建筑，由大门、二门、厢房、主屋及偏屋组成。2023年9月1日公布为宁波市文物保护单位。建筑于2024年12月23日作为朱复戡艺术馆对外开放。